# Längbrotorg

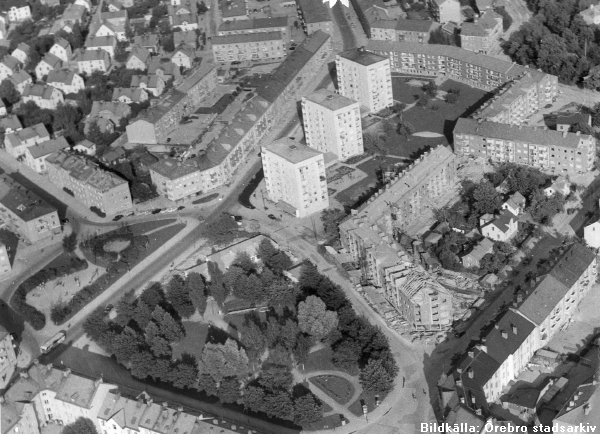
Längbrotorg, flygfoto 1956

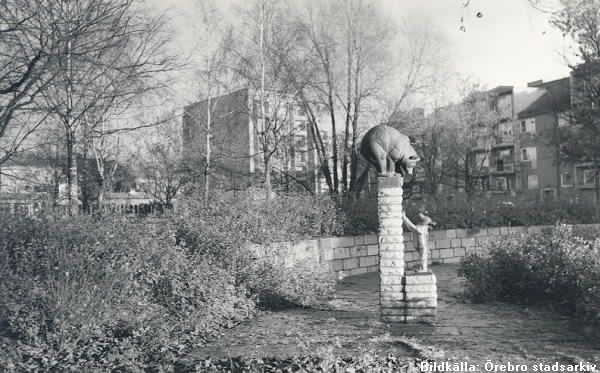
Statyn Björnar av Arvid Knöppel på Längbrotorg

Längbrotorg är ett grönområde på Norr i Örebro. Det ligger vid den korsning där Bromsgatan och Hjortstorpsvägen möter Längbrogatan och Rynningegatan. Området utformades till stora delar under 1910–1930. Torget fick sitt namn 1911. På torget står statyn Björnar av Arvid Knöppel. Bebyggelsen runt torget består av flerbostadshus i 2-3 plan med höghusen på Hjortstorpsvägen i bakgrunden. 
Namnet Längbro härstammar enligt Jöran Sahlgren från den bro, Längjubro, som gick över ån Längja, vilken rinner upp i Lången . Ån heter idag Lillån, och den har sitt flöde strax söder om Längbrotorg.
Längbro var fram till 1937 en egen kommun som låg som en halvmåne norr och väster kring Örebro stad. Den gamla sockenkyrkan, och därmed kommunens centrum, låg i närheten av där Klosterbacken ligger idag , d.v.s. inte så långt från dagens Längbrotorg.
Den gamla Längbrokyrkan byggdes möjligen på tidigt 1100-tal. Den fanns kvar till senare hälften av 1500-talet. . Innan dagens Längbro kyrka stod klar 1901, fick bönderna från Längbro tidvis hålla till i en liten sidobyggnad till Örebro kyrka (dagens Nikolaikyrkan). Denna sidobyggnad kallades "Bonnakurn" i folkmun .